# The Sky at Night
The Sky at Night is een maandelijks televisieprogramma op de BBC over astronomie. Het werd voor het eerst uitgezonden op 24 april 1957 en gepresenteerd door Patrick Moore, die het tot zijn dood op 9 december 2012 presenteerde. Daardoor was het het langstlopende televisieprogramma met dezelfde presentator. Het is in het Verenigd Koninkrijk een gevestigde waarde.
Het magazine duurt telkens twintig minuten en heeft meestal een of meerdere gasten, variërend van hoogleraren in de sterrenkunde tot verwoede amateurastronomen. Het behandelt alle mogelijke onderwerpen die met astronomie te maken hebben, zoals zwarte gaten, ontwikkelingen in de ruimtevaart, waar sterrennamen vandaan komen, verschillende telescopen, de levenscyclus van sterren, hoe sterren klinken, zons- of maansverduisteringen, meteorenzwermen. Ook wordt ingegaan op wat er omtrent het tijdstip van uitzending zoal aan de hemel te zien valt.
Het concept van The Sky at Night is ruim vijftig jaar lang min of meer hetzelfde gebleven: het programma opent en sluit af met Bij de kasteelpoort uit de orkestsuite Pelléas et Mélisande van Jean Sibelius, gewoonlijk begint het met een overzicht van momenteel waarneembare fenomenen of recente ontdekkingen, en vervolgens ging Patrick Moore op het eigenlijke onderwerp van de uitzending in.
De enige keer dat het programma niet door Patrick Moore gepresenteerd werd, was in juli 2004: toen had hij namelijk salmonella opgelopen na het eten van een ganzenei, zodat Chris Lintott, een van zijn vaste medewerkers, de presentatie overnam. Muzikant Brian May van popgroep Queen is als astronoom een grote fan van The Sky at Night, en was er meermalen te gast.
Ter gelegenheid van het vijftigjarige bestaan presenteerde Patrick Moore op 1 april 2007 een speciale aflevering van een half uur, waarin hij niet enkel op de eerste aflevering terugblikte, maar eveneens 'door de tijd reisde' naar honderd jaar Sky at Night (Brian May zat inmiddels op de maan, en Chris Lintott werd vanaf Mars geïnterviewd).
Nieuwe afleveringen van The Sky at Night worden in principe in de eerste maandagnacht van elke maand uitgezonden en op de zaterdagmiddag erna herhaald.
In maart 2013 was de aflevering gewijd aan de herdenking van Patrick Moore, die dan 90 jaar geworden zou zijn.
In 2014 dreigde het programma afgevoerd te worden, maar in een petitie aan de BBC werden voldoende handtekeningen verzameld om The Sky at Night op de buis te houden. Chris Lintott nam de presentatie over, samen met de ruimtevaartdeskundige Maggie Aderin-Pocock.